# Манаж
Мана́ж — коммуна в Валлонии, расположенная в провинции Эно, округ Шарлеруа. Принадлежит Французскому языковому сообществу Бельгии. На площади 19,68 км² проживают 22 341 человек (плотность населения — 1140 чел./км²), из которых 49,08 % — мужчины и 50,92 % — женщины. Средний годовой доход на душу населения в 2003 году составлял 10 707 евро.
Почтовый код: 7170. Телефонный код: 064.